# Ramon Fabregat i Arrufat
Ramon Fabregat i Arrufat (les Borges Blanques, Garrigues 1894 - Mèxic 1985) fou un polític i escriptor català.

## Biografia
Estudià música a Barcelona i telegrafia a Madrid. En proclamar-se la Dictadura de Miguel Primo de Rivera, demanà l'excedència en el cos de telegrafistes i s'exilià a França, on esdevingué, amb Francesc Macià, un dels dirigents d'Estat Català. Participà en el complot de Garraf i els fets de Prats de Molló (1926), activitat per la qual fou jutjat a París el mateix any i fou expulsat a Bèlgica.
S'oposà a la creació del Partit Separatista Revolucionari de Catalunya que Macià i una assemblea de grups catalanistes americans com el Grop Nacionalista Radical havien intentat crear a l'Havana el 1928. Malgrat aquestes diferències polítiques, formà part amb Macià del comitè d'aquesta assemblea per a Europa. Però, quan retornà a Barcelona el 1931 s'afilià la Bloc Obrer i Camperol. Alhora, traduí al català Léon Blum i Thomas Masaryk.
Durant la guerra civil espanyola fou nomenat director general d'Indústria de la Generalitat de Catalunya, i el 1939 es tornà a exiliar a Mèxic. Allí treballà com a llibreter i fundà Difusora del Libro, que permeté la distribució del llibre català a Mèxic. Fundà amb Vicenç Riera Llorca, Josep Maria Giménez-Botey i Josep Soler i Vidal, la revista Pont Blau (1952-1963) i edità Xaloc (1964-1981), amb Hermínia Ramon com a redactora en cap. Fundà Edicions Catalanes de Mèxic i el 1983 va rebre la Creu de Sant Jordi.

## Obres
- Flandes, la Catalunya del Nord (1932)
- Macià. La seva actuació a l'estranger (1952)